# Рахманин, Евгений Александрович
Рахманин, Евгений Александрович — священнослужитель Русской православной церкви, протоиерей, кандидат богословия Императорской Московской духовной академии, духовный писатель.

## Биография
Родился в семье священника Сретенской церкви Тверской епархии Корчевского уезда, села Быково. По окончании полного курса обучения в Тверском духовном училище поступил в Тверскую семинарию в сентябре 1875 года и обучался в ней по июнь 1882 года, пройдя полный курс. Причислен к первому разряду воспитанников и удостоен звания студента этой семинарии; исполнил воинскую повинность и 19 июля 1882 получил аттестат.
В том же году поступил в Московскую духовную академию и, проучившись 4 года, закончил её кандидатом богословия в 1886 году, с написанием сочинения «Книга Плач Иеремии», с получением соответствующего диплома. Это дало ему право преподавания в семинарии, поэтому летом 1886 года подал прошение о назначении его на службу по духовно-учебному ведомству. Однако уже в ноябре того же года, ссылаясь на малочисленность преподавательских вакансий в духовных семинариях и училищах, изъявил желание служить по епархиальному ведомству, при этом жительство имел в Санкт-Петербурге на Галерной улице.
Три года, с 1886 по 1889 Евгений служил псаломщиком в Санкт-Петербурге, в церкви во имя Св. Благоверного Великого Князя Александра Невского при Императорском Воспитательном обществе благородных девиц (Смольный институт).
В 1887—1889 гг. слушал лекции в Археологическом институте.
5 января 1889 года рукоположён во диакона, а на следующий день, 6 января — во священника и определён законоучителем во 2-ю Дерптскую учительскую семинарию. Служил священником в Успенской церкви в г. Юрьеве Лифляндской губернии. В 1891 году Его Преосвященство наградил законоучителя свящ. Рахманина набедренником.
В 1893 году снова начал служение в Санкт-Петербурге, поскольку был определён к Большеохтенской церкви Св. Духа. 27 января 1895 года переведён священником к Смоленско-кладбищенской церкви на Васильевском острове. С 1898 года имел наградную камилавку.
В 1902 году Св. Синод наградил о. Евгения наперсным крестом. В 1903 году утверждён помощником благочинного церквей 4-го округа Санкт-Петербурга, а в 1905 году — следователем этого же округа
. В 1905 году получил сан протоиерея.
О. Евгений был секретарём распорядительного комитета епархиального Дома трудолюбия в память рабы Божией Ксении для бедных женщин духовного звания
при Смоленском православном кладбище.
В 1893 году вышел указ Святейшего Синода на имя митрополита Палладия о постройке для Александро-Невского духовного училища (бурсы) нового здания. Проект обрёл практическое наполнение в 1908 году, когда съезд Санкт-Петербургского духовенства выделил на строительство 150 тыс. руб., хозяйственное управление — 15 тыс. руб., а Александро-Невская лавра предоставила под здание часть митрополичьего сада в 1200 кв. саженей. Стройка — с восточной стороны старого училища — началась весной 1909 г. и была завершена к сентябрю 1910 г. под руководством особой комиссии под председательством протоиерея Смоленско-кладбищенской церкви Евгения Рахманина.
При этом часть старого помещения была переоборудована в актовый зал и там же предусмотрели спальни учеников. В новом помещении разместили классные комнаты, гимнастический зал, столовую и прочее. По ходатайству депутатов от духовенства и церковных старост СПб епархии Святейший Синод определил именовать новое учебное заведение впредь как «С.-Петербургское Александро-Невское Антониевское духовное училище» в честь митрополита Антония.
Разнообразные труды о. Евгения были оценены высшими властями: Государь Император Николай II, по всеподданейшему докладу Синодального Обер-Прокурора,
согласно определению Святейшего Синода, 6 мая 1911 года удостоил, среди прочих духовных лиц, награждения его за службу по епархиальному
ведомству орденом Святой Анны 2-й степени.
С 1 июня 1917 г. кандидат в члены правления Петроградской Духовной семинарии и член правления Александро-Невского Духовного Антониевского училища.
После революций 1917 года о. Евгений продолжил служение: на 1 сентября 1922 года он был в составе причта храмов Смоленского православного кладбища, среди других протоиереев: Николая Триодина, Иоанна Полканова, Алексия Абакумова, Алексия Западалова, Василия Кляровского, Алексия Измайлова, Николая Тихомирова, Константина Банникова и Павла Фруктовского. В 1924 году Евгений Рахманин, а также Алексий Абакумов, Алексий Измайлов, Павел Фруктовский и диакон Иоанн Порожецкий перешли в обновленчество. В декабре 1926 года произошло разделение причта и протоиерей Евгений Рахманин стал настоятелем Собора Светлого Христова Воскресения, где продолжил служение: настоятелем Смоленской церкви стал прот. Алексий Абакумов, а настоятелем часовни Ксении Блаженной — Павел Фруктовский.
Семейная дача Рахманиных в Лебяжьем была реквизирована, а летом 1926 года отобрали и дачу в Петергофе; по возвращении оттуда с о. Евгением случился инсульт, он лишился речи, и лежал дома без движения, скончавшись 14 июля 1927 года. Похоронен на Смоленском православном кладбище недалеко от Часовни блаженной Ксении, на западной стороне Финляндской дорожки, вблизи от северной стороны Рахманинской дорожки.

## Современность
Имя протоиерея Евгения Рахманина постепенно выходит из забытия: так, в 2020 году историко-литературный музей «Вася Тёркин» устроил выставку «Молитвенница града Петрова» в память св. Ксении блаженной в библиотеке на 16-й линии В. О., 65, где, среди прочих экспонатов, была представлена редкая книга Е. А. Рахманина «Раба божия Ксения, почивающая на Смоленском кладбище» 1913 года — последнее полное издание.
Советский и российский историк, специалист в области истории Русской православной церкви XX века М. В. Шкаровский в 2022 году выпустил работу «Обитель блаженной Ксении» (ISBN 978-5-906241-67-2) по истории Смоленского православного кладбища, куда, помимо собственного текста, включил и работы священника Стефана Опатовича и Евгения Рахманина «Юродивые, почивающие на Смоленском кладбище», в современной русской орфографии.

## Семья
- Отец — Александр Захарович Рахманин[7] (1830—1886)[1];
- Мать — Надежда Семёновна Еленева[7] (25.09.1835-1865), дочь священника Семёна Михайловича Еленева, брак с Рахманиным 04.02.1857[1];
  - Сёстры — Мария и Агния[8];
  - Братья — Александр (диакон) и Капитон (священник, настоятель церкви св. Екатерины при Главном управлении отдельного корпуса жандармов, духовный писатель)[8];
    - Дети[8] — Мария (учительница в гимназии), Аркадий (окончил университет, погиб в Гражданскую войну), Сергей (окончил университет), Николай (окончил университет, погиб в Гражданскую войну), Зинаида (учительница в гимназии) и младший Григорий (1897—1984), окончил Лесной институт, охотовед, автор книг по охотничьему промыслу[26].

## См. также

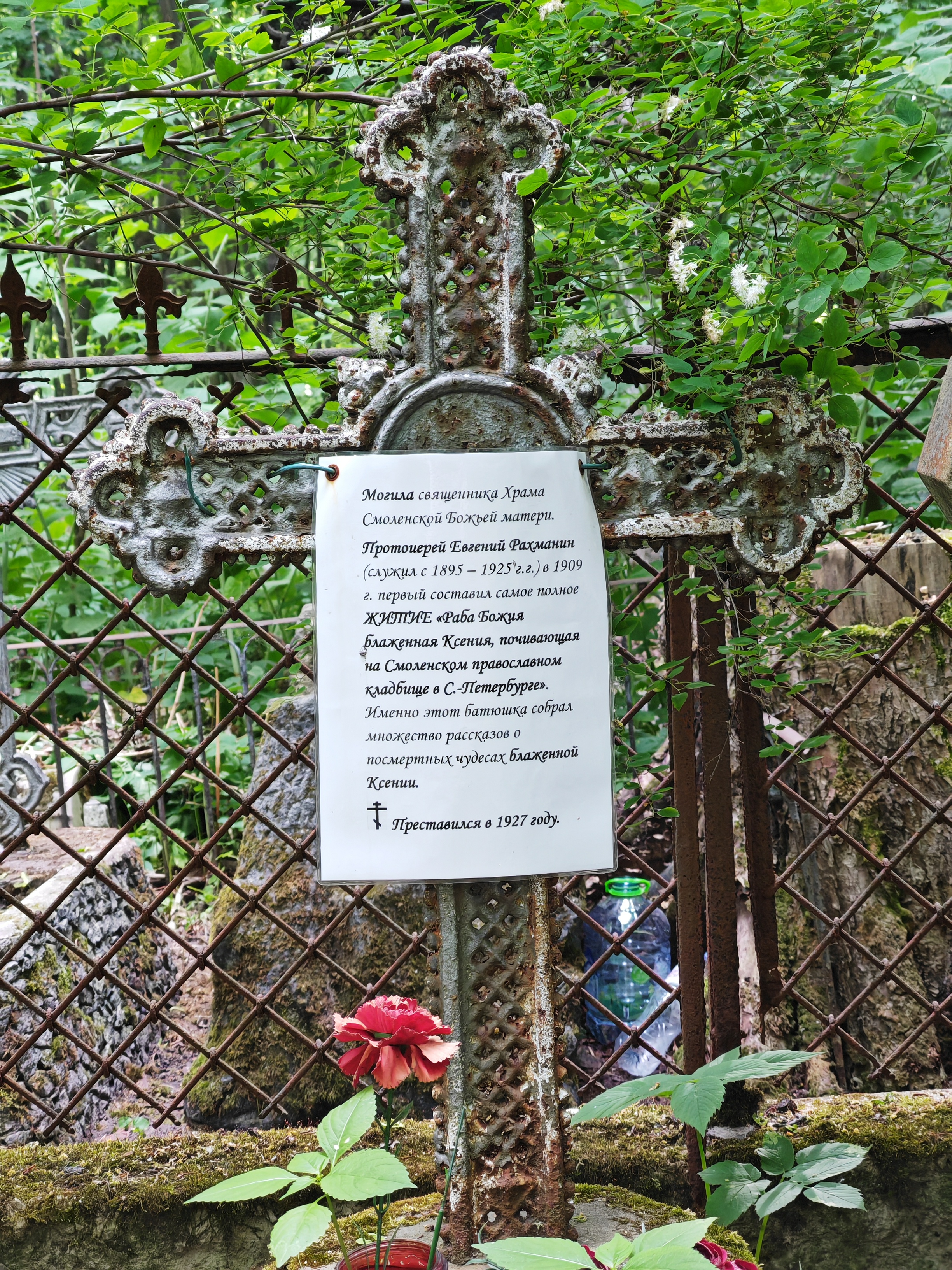
Могила на Смоленском 01.06.2024
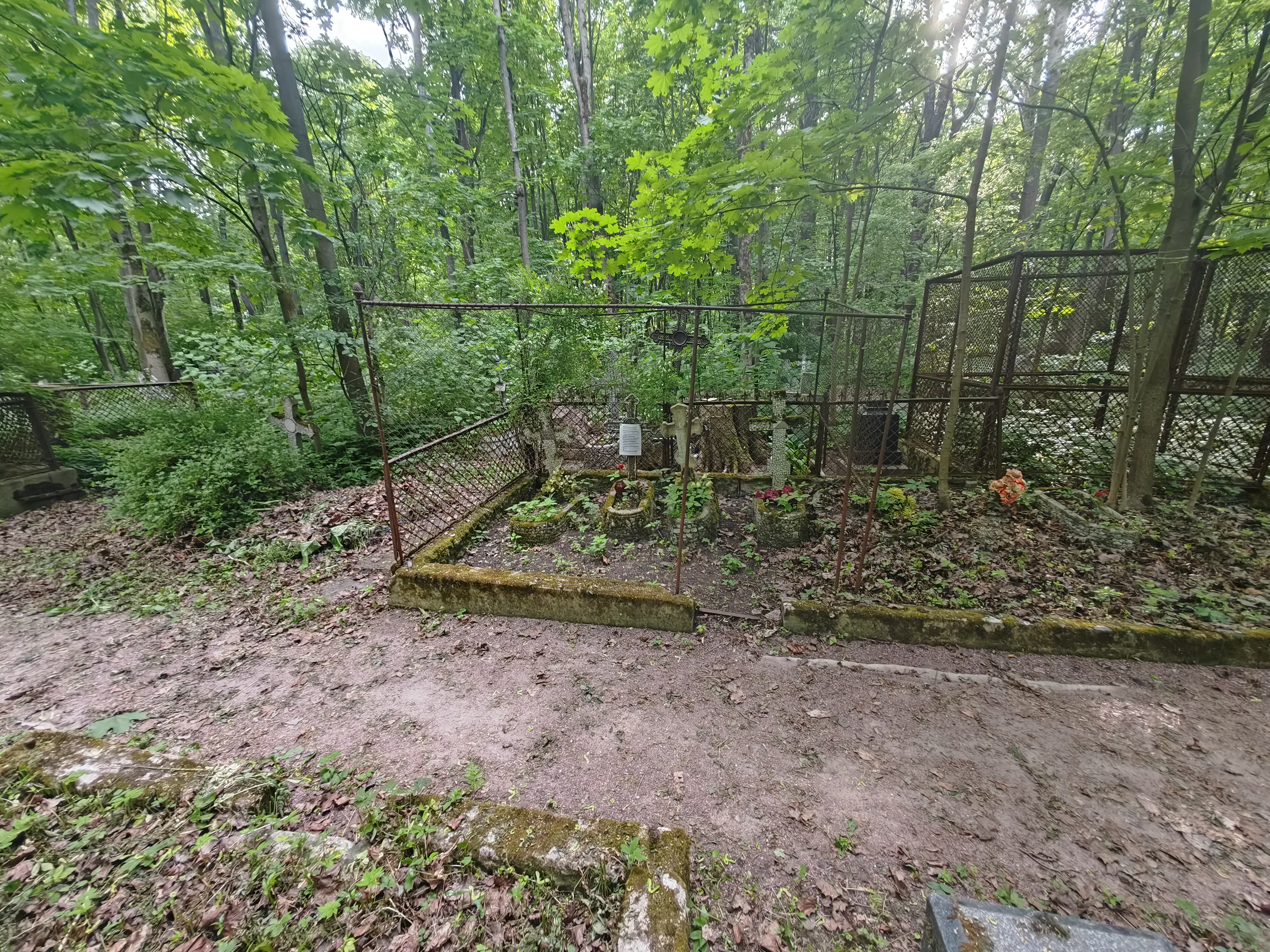
Общий план 01.06.2024

## Сочинения
- Сост. законоучитель Учительской семинарии и гимназии в Дерпте свящ. Евгений Рахманин. Христианские размышления: о почитании святых; о связи церкви небесной с церковью земной; об обязанности каждого православного христианина и в особенности государя, духовных пастырей и учителей оберегать целость христовой истины... / Протоиерей Василий Князев (цензор, Рига, 13.04.1892). — Дерпт: Тип. Шнакенбурга, 1892. — (Посвящается православным воспитанникам учебных заведений г. Дерпта).

- Свящ. Рахманин Евгений Александрович, законоучитель Учительской семинарии и гимназии в Юрьеве (Дерпте). Святой пророк Иеремея и судьба Иудейского царства во время его пророческого служения (Последние годы пред пленом вавилонским и самое пленение). — Юрьев: Типо-лит. Г. Лакмана, 1893. — 24 с.

- Прот. Евгений Рахманин. По поводу предстоящего столетнего юбилея Смоленско-кладбищенской богадельни // Известия по С.-Петербургской епархии  / Протоиерей Философ Орнатский. — СПб.: при журнале "Отдых христианина", СПб, Обводный канал, д.116 / Типолитография М. П. Фроловой, Галерная, 6, 1908. — Вып. 3-го апреля, № 6/7. — С. 38—46.

- Прот. Евгений Рахманин. На рассмотрение духовенства и церковных старост С.-Петербургской епархии (Проект общеепархиал. склада икон, образков и крестиков и т. п.). — СПб.: Типо-лит. М. П. Фроловой, 1908. — 16 с.

- Сост. секр. Дома, прот. Рахманин, Евгений Александрович,. Раба божия блаженная Ксения, почивающая на Смоленском кладбище в С.-Петербурге.. — 3-е изд., испр. и доп. в пользу Дома трудолюбия в память рабы Божией Ксении. — СПб.: СПб "электропечатня" Я. Кровицкого, 1909. — 112 с.

- Прот. Рахманин, Евгений Александрович. Раба божия блаженная Ксения, почивающая на Смоленском кладбище в С.-Петербурге.. — 4-е изд.. — СПб.: типо-лит. М. П. Фроловой, 1910. — 16 с.

- Рахманин, Е.А. (Евгений Александрович). Раба божия Анна (Анна Ивановна Лашкина или Лукашева), почивающая на Смоленском православном кладбище в С.-Петербурге. [Биогр. очерк]. — 2-е изд., доп.. — СПб.: тип. А.В. Орлова, 1911. — 40 с.